# Pascal Dupraz
Pascal Dupraz (Annemasse, 19 september 1962) is een Frans voetbalcoach en voormalig voetballer. Op 1 oktober 2019 werd Dupraz hoofdtrainer van SM Caen.

## Spelerscarrière
Dupraz speelde zijn gehele carrière in Frankrijk. Hij begon in 1980 bij FC Sochaux waar hij slechts 4 wedstrijden speelde. Hij speelde daarna één seizoen bij CS Thonon voordat hij naar Brest Armorique vertrok. Na vier jaar bij Brest verhuisde Dupraz naar FC Mulhouse, maar na één seizoen werd hij al gecontracteerd door Toulon. Aan het eind van zijn carrière speelde hij nog bij FC Gueugnon en Gaillard.

## Trainerscarrière

### Évian
Als 32-jarige voetballer werd Dupraz in 1993 speler-coach van Gaillard, een provincieclubje dat speelde in een regionale onderafdeling. Vanaf 2000 combineerde hij zijn carrière als speler en coach niet langer meer en richtte zich volledig op zijn trainersloopbaan. Met beperkte middelen en een harde discipline opende de ambitieuze Dupraz de weg naar de top. Op voorspraak van Dupraz vonden tussen 2003 en 2007 fusies plaats tussen de clubs FC Gaillard, FC Ville-la-Grand en Olympique Thonon Chablais om de fusieclub Croix-de-Savoie op te richten. De achterliggende gedachte was om in Savoie één grote voetbalclub te creëren die evenwel interessanter zou zijn voor internationale bedrijven en instellingen. Ook na de fusies, bleef hij actief als hoofdtrainer bij de club.
Vanaf 2009 werd Croix-de-Savoie overgenomen door Franck Riboud en de Danone Groep, die de fusieclub vanaf dan financieel ondersteunde en een nieuwe naam gaf: Évian Thonon Gaillard FC. Dupraz werd toen ontslagen als hoofdtrainer, maar keerde vervolgens in 2009 terug in de functie als technisch directeur. Vanaf 2012 keerde Dupraz weer terug als hoofdtrainer van Évian. In 2014 trok de Danone Groep zich terug en kende de club veel interne onrust. Dupraz probeerde desondanks goede resultaten te behalen, maar op de voorlaatste speeldag van het seizoen 2014/15 viel het doek en degradeerde Dupraz met ETG naar de Ligue 2. Hij werd hierop ontslagen. Het definitieve vertrek van Dupraz, de sleutelfiguur en drijvende kracht achter de succesvolle opkomst van de club, werd ook een einde van een tijdperk. Sinds het vertrek van Dupraz zou Évian de jaren erna wegzakken uit de hoogste regionen van het Franse voetbal.

### Toulouse FC
Op 2 maart 2016 volgde Dupraz de opgestapte Dominique Arribagé op bij Toulouse FC in de Ligue 1. Toulouse bevond zich op dat moment nog in de degradatiezone met tien punten achterstand en slechts tien resterende wedstrijden. Aan het eind van het seizoen ontsprong Toulouse onder leiding van Dupraz alsnog de dans. Anderhalf seizoen later, op 22 januari 2018, werd Dupraz ontslagen en opgevolgd door Mickaël Debève. Toulouse stond op dat moment 19de. Na zijn ontslag was Dupraz korte tijd analist voor de zender TF1 tijdens het Wereldkampioenschap voetbal 2018.

### SM Caen
Op 1 oktober 2019 werd Dupraz aangesteld als coach van SM Caen, dat uitkwam in de Ligue 2. Onder zijn leiding werd Caen in het seizoen 2019/20 dertiende.